# Chthonius elbanus
Chthonius elbanus es una especie de arácnido  del orden Pseudoscorpionida de la familia Chthoniidae.

## Distribución geográfica
Se encuentra en Marruecos y en Italia.